# Wakaba Tomita
Wakaba Tomita (冨田 若春, Tomita Wakaba), née le 9 avril 1997, est une judokate japonaise luttant dans la catégorie des plus de 78 kg, poids lourds.
Elle remporte notamment le titre mondial de sa catégorie aux championnats du monde de 2024.

## Biographie
Tomita est sacrée championne du monde junior aux mondiaux 2015 d'Abu Dhabi
En 2019, Tomita remporte le tournoi Grand Prix de Budapest. En 2020, elle a été championne du Japon toutes catégories et en 2021, elle remporte le titre des poids lourds. Aux championnats du monde 2021 à Budapest, elle bat les Brésiliennes Maria Suelen Altheman et Beatriz Souza avant de s'incliner en finale face à sa compatriote Sarah Asahina. Retenue dans l'épreuve de par équipes mixtes, elle remporte le titre avec le Japon.
En 2022, Tomita remporte les tournois du Grand Chelem de Paris et de Budapest. Entre-temps, elle est devenue championne du Japon chez les poids lourds et en toutes catégories. Aux Championnats du monde 2022 à Tachkent, Tomita monte sur le podium avec une médaille de bronze après avoir perdu contre Beatriz Souza en demi-finale.
Elle remporte la médaille de bronze aux Jeux asiatiques de 2022 à Hangzhou en 2023 en individuel et l'or dans la compétition par équipe.
En mai 2024, un mois après avoir dominé son championnat national, elle remporte le titre mondial après ses victoires face aux Turques Hilal Özturk et Kayra Özdemir en finale.